# Espúrio Náucio Rutilo (cônsul em 316 a.C.)
Espúrio Náucio Rutilo (em latim: Spurius Nautius Rutilus) foi um político da gente Náucia da República Romana, eleito cônsul em 316 a.C. com Marco Popílio Lenas. Caio Náucio Rutilo, cônsul em 287 a.C., era seu filho.

## Consulado
Foi eleito cônsul em 316 a.C. com Marco Popílio Lenas. Os dois permaneceram todo o mandato em Roma, pois o comando das operações contras os samnitas foi entregue ao ditador Lúcio Emílio Mamercino Privernato.